# Statek szaleńców

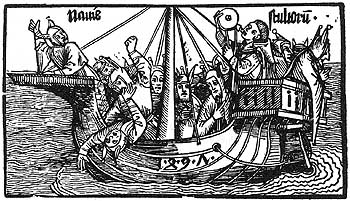
Statek głupców według drzeworytu Albrechta Dürera

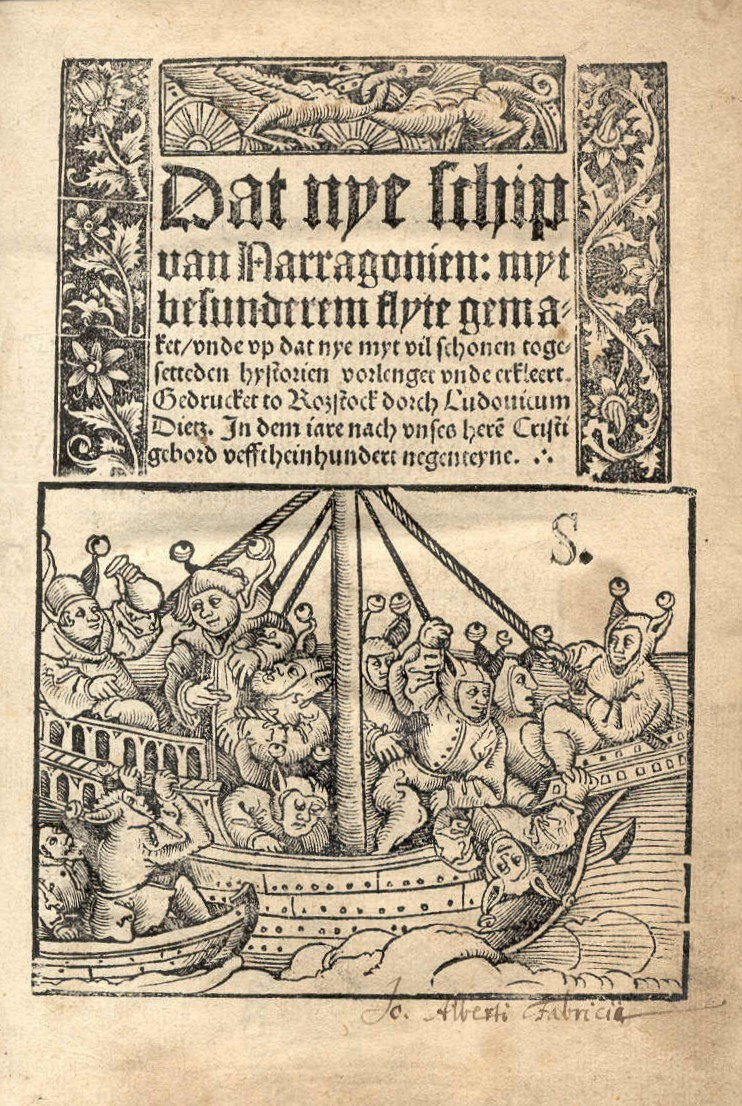
Ilustracja okładki dolnoniemieckiej wersji Statku Głupców Branta

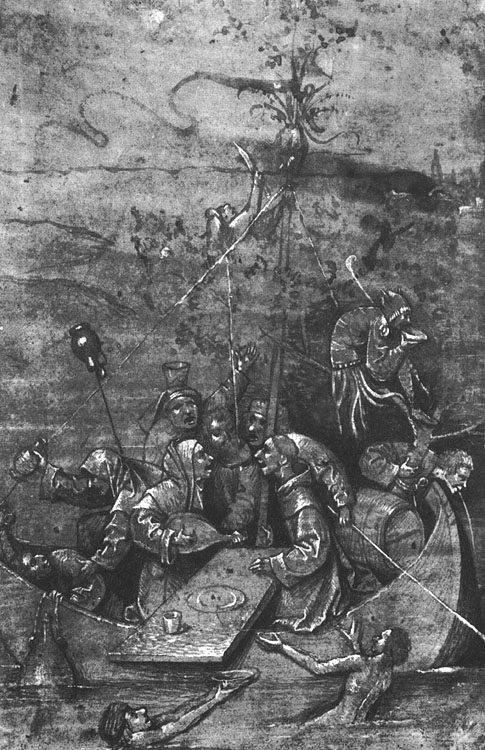
Wersja rysunkowa Statku szaleńców

Statek szaleńców lub Statek głupców (niderl. Het narrenschip) – obraz namalowany przez Hieronima Boscha, przedstawiciela późniejszej generacji prymitywistów niderlandzkich. Datowany na lata około 1490–1515,
Obraz, łączący tradycję gotycką z nowożytnym humanizmem, egzemplifikuje zjawisko często preferowane w oeuvre malarza, którym jest treść oparta na fantastycznej wyobraźni artysty, wątkach satyrycznych i niderlandzkiej tradycji ludowej (m.in. przysłowiach). Sygnowany przez artystę obraz jest darem Camille’a Benoit, który w 1918 roku przekazał dzieło do kolekcji malarstwa niderlandzkiego w paryskim Luwrze.

## Wygląd
Na rozległym, pejzażowym tle został namalowany drewniany statek, z dwoma masztami w kształcie drzew. Na jego pokładzie znajduje się dziesięcioro ludzi, spośród których wyróżniają się zwracający się do siebie franciszkanin i zakonnica grająca na lutni. Ich gesty nie są jednoznaczne, bowiem szeroko otwarte usta oznaczać mogą śpiew, ale również spór, którego przedmiotem jest zawieszony między nimi na sznurku placek. Placek jest aluzją do ludowego obyczaju, polegającego na zjadaniu zawieszonego na sznurku ciasta bez użycia rąk, stąd też gest otwartych ust również oznacza jedzenie. Do posiłku przyłączają się siedzący za duchownymi dwaj wieśniacy, jeden z nich w lewej ręce trzyma wiosło w formie kuchennej chochli. Stojąca obok zakonnicy starsza kobieta zwraca się poprzez gwałtowny gest (chce uderzyć dzbanem) w stronę skulonego do ziemi młodego wieśniaka. Ten trzyma za pomocą liny chłodzący się w wodzie bukłak. Obok starszej kobiety i zakonnicy stoi wieśniak wskazujący na mężczyznę sięgającego po związaną na maszcie upieczoną gęś. Poza zgromadzonym wokół stołu gronem ludzi, po prawej stronie obrazu ukazany został wieśniak, który wymiotuje do wody, jednocześnie mocno trzymając w prawej ręce pień drzewa-masztu, na której siedzi błazen pijący napój z misy. W lewej ręce dzierży laskę zwieńczoną główką o śmiejącej się twarzy. Na maszcie powiewa czerwona bandera ze złotym półksiężycem, obok niej przywiązany jest bukiet kwiatów. Na koronie drzewa stanowiącej szczyt masztu widoczna jest głowa sowy (lub stylizowana czaszka ludzka). Obok masztu widoczna jest oparta o burtę długa laska z dzbanem. Na pierwszym planie ukazano dwóch nagich mężczyzn zanurzonych w wodzie, z których jeden podaje misę, drugi zwraca się w stronę wieśniaków ucztujących na pokładzie statku. Każdy z bohaterów obrazu został przedstawiony w sposób indywidualny. Malarz nadał im własne cechy poprzez kostiumy o odmiennej kolorystyce i różne fizjonomie. Tło tworzy ciągnący się w nieskończoność morski krajobraz. W głębi po prawej stronie obrazu widoczny jest stromy stok brzegu.

## Analiza
Obraz ten jest prawdopodobnie ilustracją do poematu satyrycznego opublikowanego po niemiecku przez Sebastiana Branta (1458–1521). Publikacja ta była ilustrowana drzeworytami; jej edycja miała miejsce w 1494, w Bazylei. Poemat ten opowiada historię szaleńców płynących statkiem w stronę Narragonii, która jest wedle opowiadania „rajem błaznów”. Dzieło Branta doczekało się sześciu edycji i kilku tłumaczeń wydanych za życia autora, stąd też przypuszcza się, iż Bosch zaznajomił się z tym dziełem. Za inspirację dzieła uważa się też Statek szalonych kobiet pióra Josse Bade’a. Ponadto statek był w dobie średniowiecza metaforą Kościoła wiozącego chrześcijańskie dusze do nieba, które w marynistycznej metaforze jest ostatecznym portem. Guillaume de Deguillevillies napisał utwór Pielgrzymka ludzkiego żywota, w którym wspomina o okręcie wiary z masztem w kształcie krzyża i zabudowaniami klasztornymi tworzącymi jego burtę. Na to dzieło, które w 1488 w Haarlemie doczekało się niderlandzkiego przekładu, Bosch mógł odpowiedzieć parodią, którą jest Statek głupców.
Oprócz spuścizny literackiej Hieronim Bosch mógł się także kierować inspiracjami plastycznymi. Jedną z nich jest ilustracja do Cudów Najświętszej Marii Panny, rękopisu z 1470 przypuszczalnie wykonanego w Brugii, przedstawiająca łódź, na której płyną trzej mnisi z przerażeniem przyglądający się trzem diabłom niosącym w powietrzu grzesznika. Wątek święta majowego, gdzie pojawia się łódź, występuje w dziełach malarstwa miniaturowego, m.in. w Godzinkach pędzla Simona Beninga (lub Gerarda Horenbouta) z 1470. Znajduje się tam miniatura z przedstawieniem łodzi z muzykantami, gdzie ukazany też jest podobny do dzieła Boscha motyw zawieszonego z boku łodzi bukłaka napełnionego winem. Wydany w pięciu wydaniach w latach 1478–1488 traktat La somme de Roi zawiera ilustrację z bliskim Statkowi szaleństwa przedstawieniem wymiotującego łakomczucha.
Artysta zobrazował w dziele ludzką chciwość, rozpustę i łakomstwo, które prowadzą donikąd, na co wskazuje niemal puste tło. Duchowni zaniedbujący swoje obowiązki chełpią się świecką rozpustą; przy wtórze lutni mnich i zakonnica śpiewają pełnym głosem, a jednocześnie wpatrują się w placek. Wspólne muzykowanie interpretowane było w kontekście grzechu nieczystości – jako wstęp do jednoznacznych miłosnych igraszek. Dopełnieniem ilustracji nieczystości są liczne wiśnie leżące na talerzu i stole, i zanurzony w wodzie bukłak z winem. Grzech nieumiarkowania w jedzeniu i piciu obrazują wieśniacy pragnący za wszelką cenę pieczonej gęsi, zaabsorbowani plackiem wspomniani duchowni oraz wymiotujący mężczyzna. Gniew ilustruje kłótnia pary wieśniaczej – kobieta agresywnie podnosi w stronę mężczyzny duży dzban. Siedzący na gałęzi błazen, choć zaabsorbowany piciem, odwraca się od uległego rozwiązłości towarzystwa, symbolizując ferment społeczny u schyłku średniowiecza i zapowiada zgubę, która jest owocem grzesznego życia.
Dopełnieniem treści dzieła jest bogata symbolika poszczególnych przedmiotów, która była często subiektywnie postrzegana przez Hieronima Boscha, nadająca jego ilustracjom jednoznaczną wymowę. I tak siedzący na koronie drzewa puszczyk oznacza herezję, liściaste drzewa-maszty odpowiadają drzewom majowym, znanym z wiejskich zabaw wiosennych, na których duchowni wraz z ludem oddawali się rozwiązłości, dzbanki oznaczają żeński organ płciowy; z drugiej strony diabła, który wyłania się z dzbanka podczas sabatu czarownic.
Również w zbiorach paryskiego Luwru znajduje się wersja rysunkowa Statku szaleńców o wymiarach 25,6 × 16,6 cm, datowana na około 1500.